# Джоя дей Марси
Джо̀я дей Ма̀рси (на италиански: Gioia dei Marsi) е село и община в Южна Италия, провинция Акуила, регион Абруцо. Разположено е на 725 m надморска височина. Населението на общината е 2231 души (към 2010 г.).